# Modellaggio
Il modellaggio, in inglese shaping, è una tecnica di origine cognitivo-comportamentale applicabile sia in campo psicoterapeutico sia nel campo della didattica e dell’educazione. È utilizzata per favorire lo sviluppo di comportamenti complessi che non sono presenti nel repertorio di abilità del soggetto e si attua tramite il rinforzo sistematico di approssimazioni sempre più vicine al comportamento meta prefissato. In altri termini, il modellaggio è una strategia di correzione e di graduale avvicinamento a un traguardo di tipo comportamentale o didattico.
Nel momento in cui il soggetto emette una risposta corretta, seppur lontana dal comportamento meta prefissato, deve ricevere un rinforzo, perché in questo modo aumenta la probabilità che risposte simili si ripresentino in futuro. Bisogna pertanto rinforzare queste risposte mediante una serie di correzioni successive, che sono scelte in base ai comportamenti forniti dal soggetto e che gli permettono di avvicinarsi progressivamente al traguardo programmato.
Nella tecnica del modellaggio quindi il rinforzo va fornito fin da subito per incrementare i comportamenti positivi che possono essere inizialmente anche relativamente facili da raggiungere, per poi rinforzare progressivamente quelli che si avvicinano sempre di più al comportamento meta. Per far sì che questo avvenga il terapeuta o l'educatore deve scomporre preventivamente l'obiettivo finale in piccoli sotto-obiettivi, in modo da poter proporre azioni che ridimensionano temporaneamente il peso delle aspettative sulla persona.
Brevemente le fasi del modellaggio sono:
1) Rinforzare ogni risposta corretta che sia propedeutica al raggiungimento del comportamento meta prefissato;
2) Rinforzare le risposte corrette che progressivamente si avvicinano sempre di più al comportamento meta;
3) Continuare a rinforzare le risposte corrette che sono sempre più simili al comportamento meta, fino al suo raggiungimento;
4) Rinforzare unicamente il comportamento meta ogni volta che il soggetto lo raggiunge.

Lo psicologo statunitense Burrhus Skinner, alla fine degli anni ‘50, ha dimostrato la validità di questa tecnica nell’addestramento di animali, raggiungendo molte volte risultati sorprendenti. Lo psicologo, per raggiungere i suoi scopi, si basò sul principio del condizionamento operante, agendo rinforzando positivamente i comportamenti di cui voleva aumentare la frequenza. A questo proposito è noto l'esperimento che fece con il piccione all'interno della "Skinner box", egli modellò il comportamento dell'animale attraverso l'erogazione di rinforzi successivi. 

Per quanto riguarda il modellaggio in ambito didattico, esso può essere applicato con successo non solo ponendo lo sguardo sulle conoscenze e le abilità da raggiungere, ma anche e soprattutto a livello comportamentale. Il ruolo dell’insegnante e dell’educatore è fondamentale, poiché è solo attraverso i suoi rinforzi che il soggetto riesce a raggiungere il comportamento meta. L’insegnante deve inoltre sempre tener conto di tre elementi fondamentali che permettono la corretta distribuzione dei rinforzi:
1) Stabilire con attenzione il comportamento meta da raggiungere;
2) Puntare inizialmente su obiettivi intermedi, fino al raggiungimento del traguardo meta;
3) Far sì che il passaggio da un comportamento/obiettivo intermedio a un altro avvenga in un lasso di tempo minimo ma funzionale. 
In tutti i casi, e indipendentemente dagli esempi specifici, il modellaggio è una metodologia che ha tra i suoi scopi fondamentali quello di migliorare la relazione. Il rinforzo è infatti un meccanismo relazionale: quando un soggetto emette una risposta corretta e il suo interlocutore esprime soddisfazione, quest’ultimo rinforza il soggetto, ma è altrettanto vero che il soggetto, emettendo la risposta corretta desiderata, rinforza l’interlocutore.